# Purson
Purson, poznat i kao Pursan ili Curson, u demonologiji, dvanaesti duh Goecije koji zapovijeda nad dvadeset i dvije legije. Predstavlja jednog od velikih kraljeva pakla. Ima ljudski lik, ali s licem lava, ima bič u ruci u obliku otrovne zmije i jaše na medvjedu, a kad dolazi u pozadini se čuju trube. Također, može uzeti i prozračni, astralni oblik, a kada ga čarobnjak prizove odgovara istinito. Zna gdje se nalaze stvari koje su skrivene i može pronaći skiveno blago. Poznaje događaje iz prošlosti, sadašnjosti i budućnosti, pa jednako tako može predviđati buduće događaje. Zna priče o stvaranju svijeta, o božanskim, skrivenim stvarima.